# Lionel Kopelowitz
Lionel Kopelowitz (geb. 9. Dezember 1926 in Newcastle upon Tyne; gest. 27. Juli 2019 in London) war ein britischer Arzt.  Er war von 1988 bis 1991 Präsident des Europäischen Jüdischen Kongresses.

## Leben
Kopelowitz studierte Humanmedizin am Clifton College in Bristol und Trinity College in Cambridge. Seine praktische Ausbildung durchlief er am University College Hospital in London. Von 1952 bis 1953 diente er in der Royal Air Force. Von 1995 bis 1999 war er Councilmitglied der Ärztevereinigung Royal College of General Practitioners; zudem ist er Mitglied des Royal College of Surgeons und des Royal College of Physicians.
Kopelowitz stand mehreren jüdischen Vereinigungen vor. So war er u. a. von 1973 bis 1976 Präsident der United Hebrew Congregation in Newcastle upon Tyne. Von 1985 bis 1991 war er Präsident des Board of Deputies of British Jews und des National Council On Soviet Jewry. Von 1988 bis 1991 stand er dem Europäischen Jüdischen Kongress (EJC) vor. Außerdem ist er Mitglied der Jewish Claims Conference und des Executive Committee Friends of Hebrew University. Kopelowitz verstarb am 27. Juli 2019 in London.